# Olimpiai falu (München)
Az olimpiai falu (németül: Olympisches Dorf) az 1972-es müncheni nyári olimpiai játékokra épült, és a sportolók elhelyezésére szolgált a játékok alatt. Az egyik lakóházában, a Connollystraße 31-ben történt a müncheni túszdráma; az utcát az 1896-os olimpia egyik ír-amerikai résztvevőjéről nevezték el. Az olimpiai falu az Olympiapark északi részén található.
Az egykori férfi rész 1973 óta egy másik városrész, a női rész pedig diáklakásként (németül: Studentenviertel auf dem Oberwiesenfeld vagy Studentendorf) szolgál. Az említett területet teljesen lebontották és a nulláról újjáépítették. 2007. augusztus 4-én éjjel egy diákbuli kisebb zavargásba torkollott, ami súlyos vandalizmushoz és két ház felgyújtásához vezetett. Az éjszaka folyamán 150 rendőrt küldtek ki a helyzet megfékezésére.

## Képgaléria

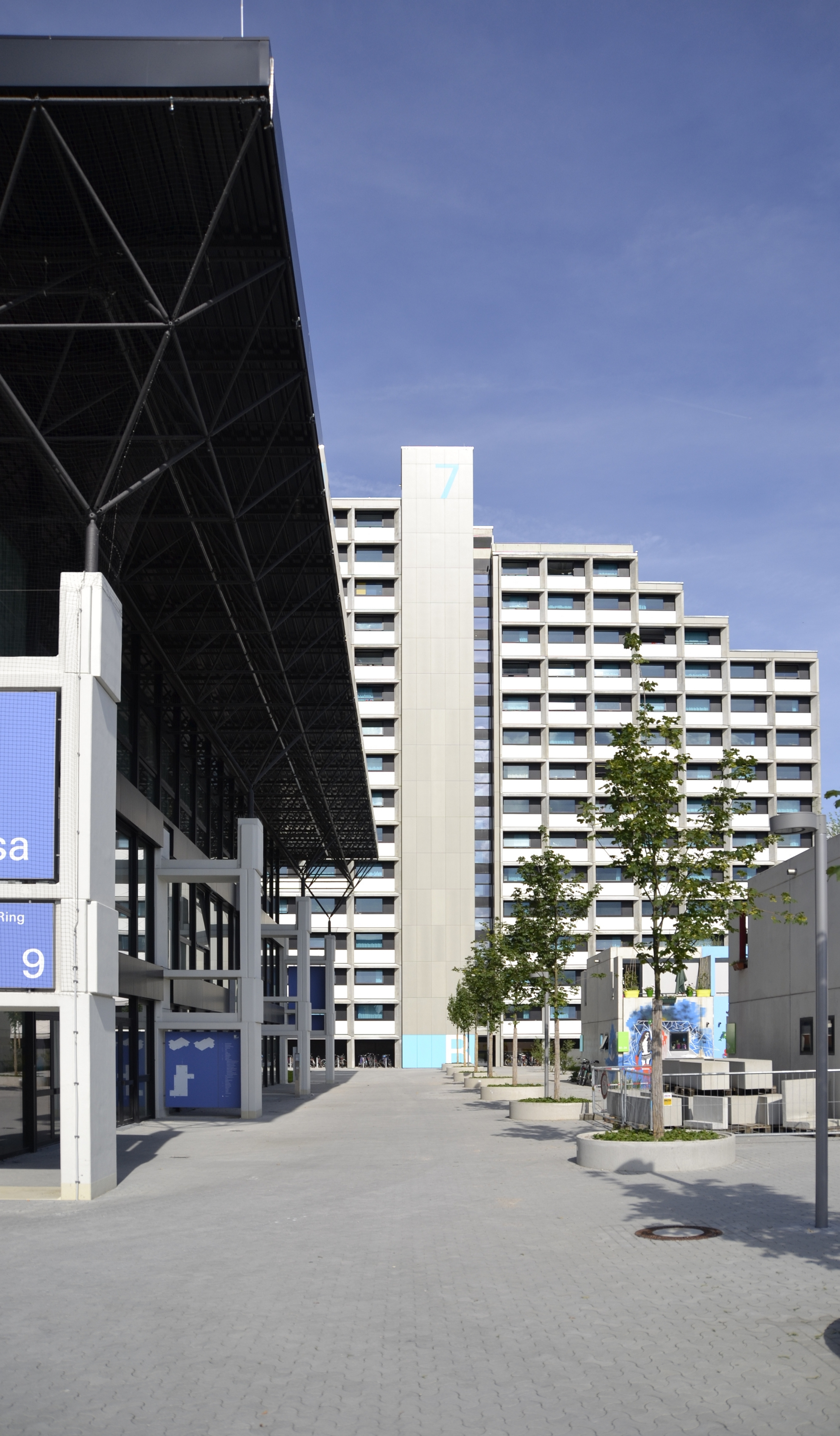
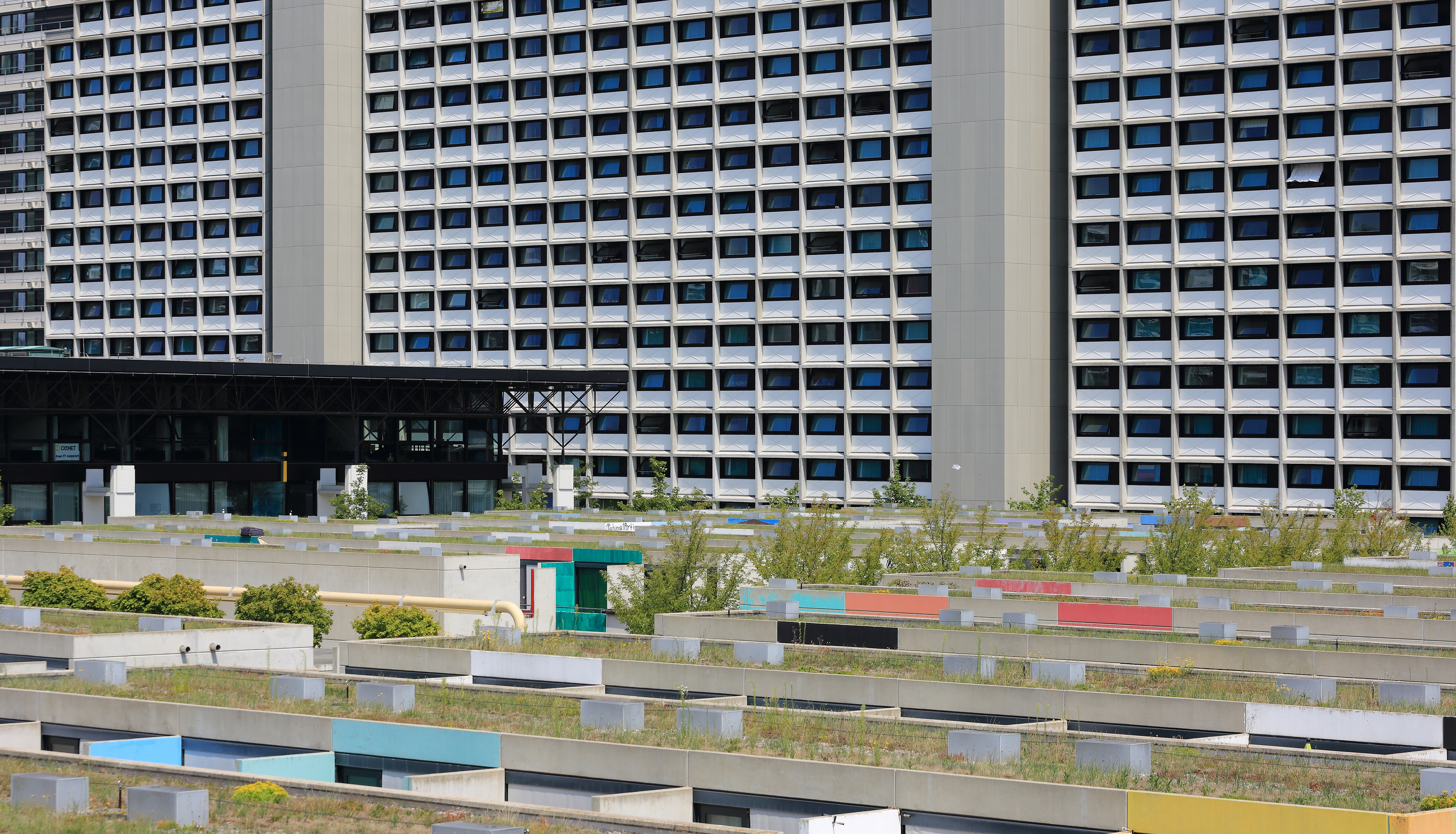
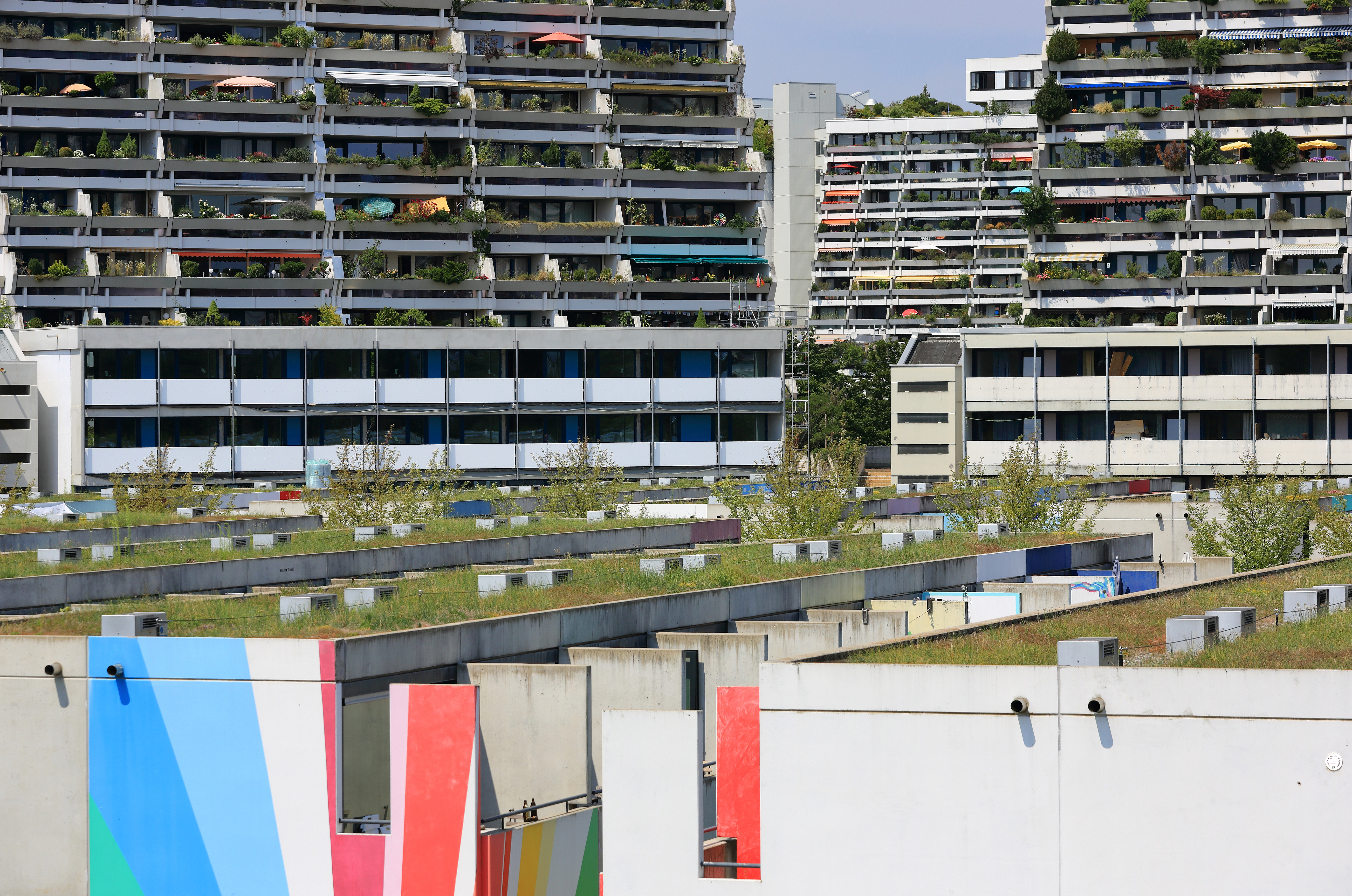
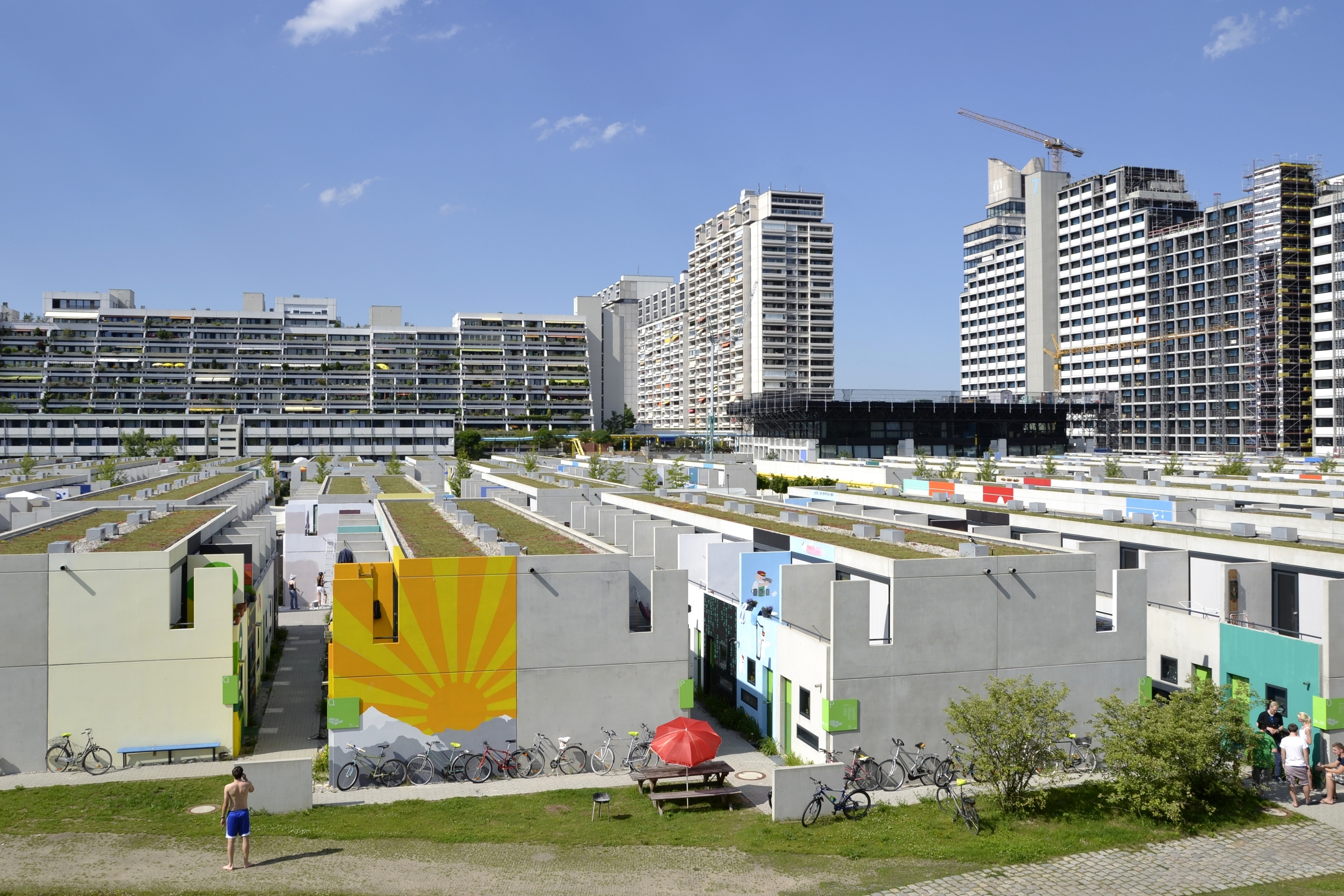